# 十月鎮區 (白俄羅斯)
十月鎮區（羅馬化：Akciabrski rajon，羅馬化：Oktyabr'skiy rayon）是白俄羅斯東南部戈梅利州的一個區，行政中心为十月镇，面積1,381.19平方公里，2016年人口13,927人，人口密度每平方公里10.08人。